# Nadir al-Masri
Nadir Abd Allah al-Masri (arab. نادر عبد الله المصري ur. 26 stycznia 1980, Bajt Hanun) – palestyński lekkoatleta specjalizujący się w biegach długodystansowych, olimpijczyk.
W roku 2008 reprezentował swój kraj na igrzyskach w Pekinie, startował w biegu na 5000 metrów - odpadł w kwalifikacjach z czasem 14:41,10. 

## Rekordy życiowe
| Dystans             | Wynik (s) | Miejsce  | Data            |
| ------------------- | --------- | -------- | --------------- |
| bieg na 5000 metrów | 14:24,81  | Ad-Dauha | 12 grudnia 2006 |